# فرانكلين سيمون
فرانكلين سيمون (بالإنجليزية: Franklin Simon)‏ هو شخصية أعمال أمريكي، ولد في 7 فبراير 1865 في نيويورك في الولايات المتحدة، وتوفي في 4 أكتوبر 1934 في بيرشيس ‏ في الولايات المتحدة.